# Lauratonema minutum
Lauratonema minutum is een rondwormensoort uit de familie van de Lauratonematidae. De wetenschappelijke naam van de soort is voor het eerst geldig gepubliceerd in 1971 door Platonova.